# 喬納森·戈德史密斯
喬納森·戈德史密斯（英語：Jonathan Goldsmith，1938年9月26日—）是一位猶太裔美國演員。他在紐約舞台開始了他的演員職業，在不久後開展了其在電影和電視上的職業生涯，亦於1960年代至1990年代期間出現於幾個電視節目中。戈德史密斯於2007年開始出現在DOS EQUIS啤酒的電視廣告中，飾演「世上最有趣男人」一角，以與眾不同的低沉聲音講出對白。

## 早期生涯
戈德史密斯於1938年9月26日在紐約市出生。他的母親是一位模特兒，而他的父親則是詹姆斯·門羅高中的一位田徑教練。於17歲時，戈德史密斯離開了紐約市，並入讀波士頓大學。

## 職業生涯
為了他的演藝生涯，戈德史密斯於1966年遷至加利福尼亞州。像許多有抱負的演員般，戈德史密斯在遷至加利福尼亞州後發現很難找到足夠的演藝工作維持生活，因此要在那裡當兼職以維持生活。這些兼職包括垃圾車司機及地盤工人。
在他早期的職業生涯中，戈德史密斯以“喬納森·利珀”這個名字擔任演員。而這個名字是他繼父在他6歲時給他的。隨後，他把名稱改回他出生時的名字。戈德史密斯指出自己改回原名是因為「“喬納森·利珀”這個名字總是令我感覺對我的父親不好，因為他從來沒有給我帶來任何的悲傷......隨著職業生涯的發展和兒子的出生，我決定把我的名字改回我的真實姓名，戈德史密斯。因此，我的父親既能享受兒子的成功，亦能有一個同名的孫子」。
戈德史密斯在25歲時參與西部片的拍攝。於1976年的電影《狙撃》（The Shootist）中，戈德史密斯飾演一位被英雄主角（約翰·韋恩飾）槍殺的惡棍。戈德史密斯亦於45套電視節目中客串演出，其中包括《Adam-12》、《霹靂遊俠》、《CHiPs》、《洛克福德档案》、《檀島警騎》、《Barnaby Jones》、《百戰天龍》、《Murder, She Wrote》、《霹靂嬌娃》、《千面飛龍》、《豪门恩怨》、《夏威夷神探》、《解开心结》、《天龍特攻隊》、以及一些電視電影。戈德史密斯參與最久的一部電視連續劇為《達拉斯》，他總共出現了17次。
於1980年代，戈德史密斯開始了其網絡營銷業務（無水洗車產品），並使他擁有足夠資金退休。戈德史密斯和其妻子亦於內華達山脈買了一幢別墅。可是，戈德史密斯和其妻子之後離婚了。於2011年，戈德史密斯和其第二任妻子芭芭拉遷至佛蒙特州曼徹斯特中居住。

### 廣告工作
戈德史密斯於2007年4月至2012年期間為DOS EQUIS啤酒拍攝電視廣告《世上最有趣男人》。在這個啤酒廣告中，戈德史密斯以與眾不同的低沉聲音說出對白，使他成為一個網絡迷因。戈德史密斯指出，他以低沉聲音說出對白的靈感源自已故的帆船運動合作夥伴費爾南多·拉馬斯。在此廣告播出後，DOS EQUIS啤酒的銷售額於2009年上升了15.4%。

## 慈善事業
戈德史密斯不時會資助萨布尔基金会保護西伯利亞虎。戈德史密斯的其他慈善事業包括向受虐待兒童提供免費藝術教育和資助防止兒童販賣的斯特拉聯繫基金會。

## 外部連結
- 喬納森·戈德史密斯在互联网电影资料库（IMDb）上的資料（英文）
- PopEater：世上最有趣的人（页面存档备份，存于）